# Arquidiocese de Ibagué
A Arquidiocese de Ibagué (Archidiœcesis Ibaguensis) é uma circunscrição eclesiástica da Igreja Católica situada em Ibagué, Colômbia. Seu atual arcebispo é Orlando Roa Barbosa. Sua Sé é a Catedral da Imaculada Conceição de Ibagué.
Possui 62 paróquias distribuídas por 9 vigararias e servidas por 123 padres, contando com 695975 habitantes, com 90% da população jurisdicionada batizada.

## História
A diocese foi erigida em 20 de maio de 1900 com o Decreto Quum legitimae da Congregação para os Bispos, recebendo o território da diocese de Tolima, que foi suprimida nessa data. A diocese de Ibagué era originalmente sufragânea da Arquidiocese de Popayán.
Após três anos de sede vacante, durante os quais a diocese foi administrada por Esteban Rojas Tovar, já bispo de Tolima e depois bispo de Garzón, foi nomeado o primeiro bispo de Ibagué, Ismael Perdomo Borrero.
Em 18 de março de 1957 cedeu uma parte do seu território em vantagem da ereção da diocese de Espinal.
Em 14 de dezembro de 1974 é elevada à arquidiocese metropolitana pela bula Quamquam Ecclesiarum do Papa Paulo VI.
Em 8 de julho de 1989 cedeu outra parte de seu território para a ereção da diocese de Líbano-Honda.

## Prelados
|                   | Nome                                     | Período    | Notas                                 |
| Arcebispos        | Arcebispos                               | Arcebispos | Arcebispos                            |
| ----------------- | ---------------------------------------- | ---------- | ------------------------------------- |
| 4º                | Orlando Roa Barbosa                      | 2020-atual |                                       |
| 3º                | Flavio Calle Zapata                      | 2003-2019  |                                       |
| 2º                | Juan Francisco Sarasti Jaramillo, C.I.M. | 1993-2002  | Nomeado Arcebispo de Cali             |
| 1º                | José Joaquín Flórez Hernández †          | 1974-1993  |                                       |
| Bispos-auxiliares |                                          |            |                                       |
|                   | Miguel Fernando González Mariño          | 2016-atual |                                       |
|                   | Orlando Roa Barbosa                      | 2012-2015  | Nomeado Bispo de Espinal              |
|                   | Fabián Marulanda López                   | 1986-1989  | Nomeado Bispo de Florencia            |
|                   | Arturo Duque Villegas                    | 1949-1957  | Elevado a Bispo                       |
| Bispos            |                                          |            |                                       |
| 5º                | José Joaquín Flórez Hernández †          | 1964-1974  |                                       |
| 4º                | Rubén Isaza Restrepo †                   | 1959-1964  | Nomeado Arcebispo-coadjutor de Bogotá |
| 3º                | Arturo Duque Villegas †                  | 1957-1959  | Nomeado Arcebispo de Manizales        |
| 2º                | Pedro María Rodríguez Andrade †          | 1924-1957  |                                       |
| 1º                | Ismael Perdomo Borrero †                 | 1903-1923  | Nomeado Arcebispo-coadjutor de Bogotá |